# ألونسون
ألونسون. (بالفرنسية: Alençon)‏، (
نطق فرنسي: [a.lɑ̃.sɔ̃]  ( أنصت)
)، هي بلدية في فرنسا في ناحية أورن، في منطقة نورماندي. المدينة غريبة الأطوار مقارنة بالحدود الإدارية.مجتمع ألونسون الحضري يشمل بعض المدن الواقعة في حدود سارت. بلدية الأكثر نسمة لأورن مع 26028 ساكن، كانت ألونسون الثالثة (بعد كاين وشيربورج) لأقدم ناحية باس نورماندي، كانت آلونسون على مدى قرون موقع إداري (عاصمة لعامة ألونسون) واقتصادية (دانتيل ألونسون، وِراقة) ومفترق طرق الاتصال بين الشرق والغرب، ومفترق طرق الاتصال بين الشرق والغرب، وعلى بريطانيا باريس ومحور شمال-جنوب روان تورز. المدينة عانت انخفاض بسبب إنشاء شبكات السكك الحديدية. خلافا لأسطورة ابفى حيّ محليا، ليس وجهاء ألونسون الذين رفضوا رؤية باريس - بريست تمر مدينتهم، على العكس تماما. لكن القرار اتخذه لومان ولافال 21 أكتوبر 1848 بناءا على طلب من شخصية لها تأثيرا كبيرا في الجمهورية الثانية، أريسته ياكيز تروف شوفيل، الذي كان رئيس بلدية لومان، محافظ نهر السين وعلى وشك الدخول منصب وزير المالية في حكومة الجينرال لويس أوجين كافينياك.

## جغرافية

### الموقع

موقع ألونسون وتقسيماته.

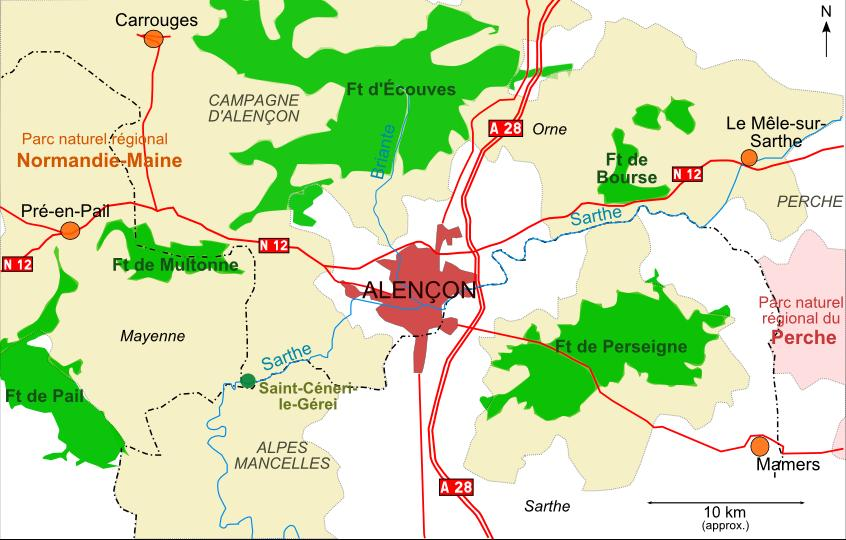
ألونسون ونواحيها

ألونسون مجاورة لحدود قسم سارت، يقع إلى الجنوب من قسم أورن ومنطقة نورماندي، في كامباين دالونسون (بلد نورماندي) المنطقة الطبيعية لنورماندي تسمى أيضا «مارش».
توجد المدينة على 119 كم من كاين، و 161 كم من روان، عاصمة المنطقة ومان بينها 54 كم فقط.

### الجيولوجيا والتضاريس
مساحة المدينة تبلغ 1068 هكتار؛ وارتفاعها يتراوح بين 127 152 متر. تقع ألونسون بالضبط على حدود حوضوماسيف، أرموريكين مما يجعل تضاريسها تتنوع بين الارتفاعات المنخفضة والمناطق الجبلية المتوسطة يتميز تكوينها الجيولوجي بتداخل التكوينات الصخرية التي تتبع الخصائص الجيولوجية لنورماندي وحوض لوار الأوسط.

### هيدروغرافيا
مدينة ألونسون تقع عند التقاء نهر سارت ونهر برييَانت. تنتمي إلى حوض فارسو لوار بريطاني مما يجعلها جزءًا من شبكة مائية واسعة تربط بين عدة أنهار وتساهم في تنوعها البيئي. تتأثر المدينة بالخصائص الهيدروغرافية لهذه الأنهار، مما يعزز من تنوع النظام البيئي المائي فيها.

## مناخ
افتتحت محطة في 1 أغسطس 1945 في المطار إلى 48، 44556، 0.11028، 143 م ارتفاع.
ألونسون تحت مناخ محيطي. منطقتها لها
| البيانات المناخية لـAlençon (1981–2010 averages)              | البيانات المناخية لـAlençon (1981–2010 averages) | البيانات المناخية لـAlençon (1981–2010 averages) | البيانات المناخية لـAlençon (1981–2010 averages) | البيانات المناخية لـAlençon (1981–2010 averages) | البيانات المناخية لـAlençon (1981–2010 averages) | البيانات المناخية لـAlençon (1981–2010 averages) | البيانات المناخية لـAlençon (1981–2010 averages) | البيانات المناخية لـAlençon (1981–2010 averages) | البيانات المناخية لـAlençon (1981–2010 averages) | البيانات المناخية لـAlençon (1981–2010 averages) | البيانات المناخية لـAlençon (1981–2010 averages) | البيانات المناخية لـAlençon (1981–2010 averages) | البيانات المناخية لـAlençon (1981–2010 averages) |
| الشهر                                                         | يناير                                            | فبراير                                           | مارس                                             | أبريل                                            | مايو                                             | يونيو                                            | يوليو                                            | أغسطس                                            | سبتمبر                                           | أكتوبر                                           | نوفمبر                                           | ديسمبر                                           | المعدل السنوي                                    |
| ------------------------------------------------------------- | ------------------------------------------------ | ------------------------------------------------ | ------------------------------------------------ | ------------------------------------------------ | ------------------------------------------------ | ------------------------------------------------ | ------------------------------------------------ | ------------------------------------------------ | ------------------------------------------------ | ------------------------------------------------ | ------------------------------------------------ | ------------------------------------------------ | ------------------------------------------------ |
| الدرجة القصوى °م (°ف)                                         | 17.7 (63.9)                                      | 19.0 (66.2)                                      | 22.4 (72.3)                                      | 28.9 (84.0)                                      | 31.0 (87.8)                                      | 35.5 (95.9)                                      | 39.0 (102.2)                                     | 38.5 (101.3)                                     | 34.2 (93.6)                                      | 28.4 (83.1)                                      | 21.0 (69.8)                                      | 16.5 (61.7)                                      | 39.0 (102.2)                                     |
| متوسط درجة الحرارة الكبرى °م (°ف)                             | 7.0 (44.6)                                       | 8.1 (46.6)                                       | 11.6 (52.9)                                      | 14.4 (57.9)                                      | 18.1 (64.6)                                      | 21.5 (70.7)                                      | 24.0 (75.2)                                      | 24.0 (75.2)                                      | 20.7 (69.3)                                      | 15.9 (60.6)                                      | 10.6 (51.1)                                      | 7.3 (45.1)                                       | 15.3 (59.5)                                      |
| متوسط درجة الحرارة الصغرى °م (°ف)                             | 1.6 (34.9)                                       | 1.4 (34.5)                                       | 3.2 (37.8)                                       | 4.7 (40.5)                                       | 8.2 (46.8)                                       | 10.9 (51.6)                                      | 12.9 (55.2)                                      | 12.6 (54.7)                                      | 10.0 (50.0)                                      | 7.7 (45.9)                                       | 4.2 (39.6)                                       | 2.0 (35.6)                                       | 6.6 (43.9)                                       |
| أدنى درجة حرارة °م (°ف)                                       | −17.4 (0.7)                                      | −18.0 (−0.4)                                     | −9.4 (15.1)                                      | −5.2 (22.6)                                      | −2.6 (27.3)                                      | 0.3 (32.5)                                       | 3.0 (37.4)                                       | 2.2 (36.0)                                       | 0.0 (32.0)                                       | −6.0 (21.2)                                      | −10.6 (12.9)                                     | −17.0 (1.4)                                      | −18.0 (−0.4)                                     |
| الهطول مم (إنش)                                               | 77.1 (3.04)                                      | 55.0 (2.17)                                      | 57.5 (2.26)                                      | 52.0 (2.05)                                      | 67.5 (2.66)                                      | 51.1 (2.01)                                      | 55.4 (2.18)                                      | 41.7 (1.64)                                      | 61.8 (2.43)                                      | 75.9 (2.99)                                      | 68.2 (2.69)                                      | 83.5 (3.29)                                      | 746.7 (29.40)                                    |
| متوسط أيام هطول الأمطار                                       | 12.5                                             | 9.9                                              | 10.6                                             | 10.0                                             | 10.7                                             | 7.5                                              | 7.6                                              | 7.3                                              | 8.0                                              | 11.0                                             | 11.2                                             | 12.8                                             | 119.1                                            |
| متوسط الأيام المثلجة                                          | 3.8                                              | 3.8                                              | 2.8                                              | 1.1                                              | 0.1                                              | 0.0                                              | 0.0                                              | 0.0                                              | 0.0                                              | 0.0                                              | 1.3                                              | 2.5                                              | 15.4                                             |
| متوسط الرطوبة النسبية (%)                                     | 89                                               | 86                                               | 81                                               | 77                                               | 78                                               | 77                                               | 76                                               | 78                                               | 82                                               | 88                                               | 89                                               | 90                                               | 82.6                                             |
| ساعات سطوع الشمس الشهرية                                      | 62.0                                             | 85.0                                             | 131.4                                            | 163.4                                            | 190.3                                            | 217.7                                            | 215.0                                            | 212.4                                            | 168.2                                            | 113.6                                            | 70.5                                             | 60.4                                             | 1٬689٫5                                          |
| المصدر #1: Météo France                                       |                                                  |                                                  |                                                  |                                                  |                                                  |                                                  |                                                  |                                                  |                                                  |                                                  |                                                  |                                                  |                                                  |
| المصدر #2: Infoclimat.fr (humidity and snowy days, 1961–1990) |                                                  |                                                  |                                                  |                                                  |                                                  |                                                  |                                                  |                                                  |                                                  |                                                  |                                                  |                                                  |                                                  |

### خطوط الاتصال والنقل

#### النقل الحضري
تتميز ألونسون بشبكة نقل حضري فعّالة تخدم سكان المدينة والضواحي المحيطة بها. يتم تشغيل الحافلات بواسطة نظام تنقل محلي يوفر وسائل نقل مريحة وسهلة للوصول إلى مختلف أنحاء المدينة. تم تصميم هذه الشبكة لتلبية احتياجات السكان اليومية، بما في ذلك التنقل إلى أماكن العمل والمدارس والمرافق العامة.

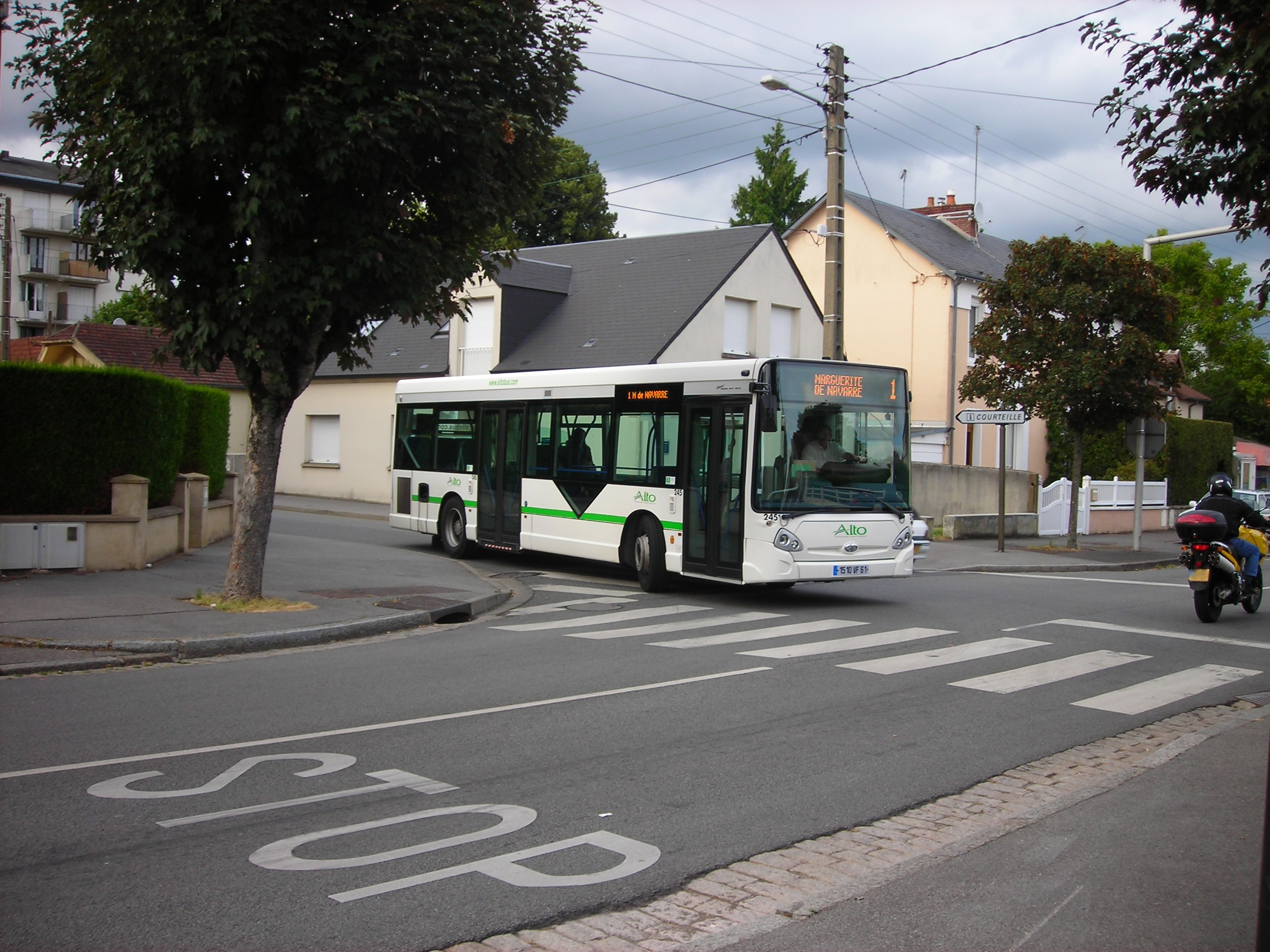
حافلة ألتو على الخط 1 في منطقة Courteille في ألونسون

#### النقل بين المدن
نظام النقل في ألونسون يشمل خدمات القطارات المحلية والطرق السريعة المتطورة، مما يوفر وسائل موثوقة ومريحة للتنقل بين المدن المجاورة. بالإضافة إلى ذلك، يُعَتَبَرُ مطار كاين كاربيكي المطار الرئيسي للمدينة، مما يسهل الوصول إلى الوجهات الدولية والمحلية بسهولة.

#### خطوط السكك الحديدية
تمتلك ألونسون محطة قطار تربطها بالمدن الرئيسية الأخرى في المنطقة. يمكن للمسافرين الوصول إلى باريس عبر خط السكة الحديدية، مما يسهل السفر بين المدينتين. تساهم هذه الخطوط في دعم الاقتصاد المحلي من خلال تسهيل حركة البضائع والركاب على حد سواء.

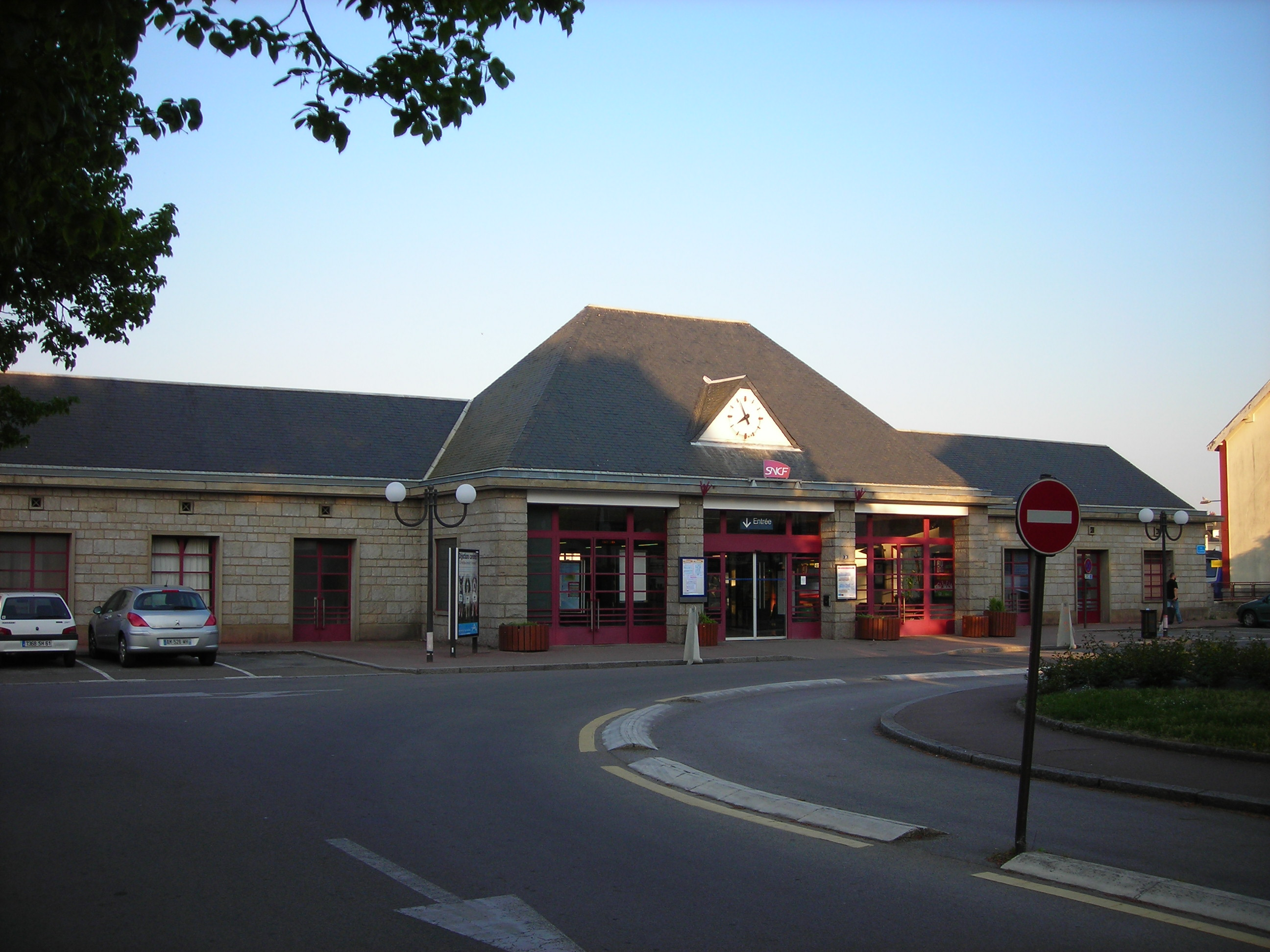
محطة قطار ألونسون.

#### رابط الطرق والطرق السريعة
تعد ألونسون نقطة تلاقي رئيسية بين عدة طرق سريعة، مما يجعلها موقعًا استراتيجيًا للتنقل بين الشمال والجنوب والشرق والغرب. تتصل المدينة بطريق N12 الذي يربطها بباريس وإلى المدن الأخرى في منطقة نورماندي، مما يسهل الحركة البرية للأفراد والشركات.

#### خطوط جوية
أقرب مطار رئيسي لألونسون هو مطار كاين كاربيكي، والذي يوفر رحلات داخلية ودولية. على الرغم من عدم وجود مطار داخل المدينة نفسها، فإن قرب المطار يسهل الوصول إلى الوجهات الدولية والمحلية عبر الرحلات الجوية.

## أسماء المواقع الجغرافية
- نهر السين: يمرّ نهر السين عبر مدينة ألونسون، ويُعتَبَرُ مصدرًا هامًا للمياه ومحورًا للنقل المائي والسياحة.
  - كاين كاربيكي: هذا المطار يعد بوابة الوصول الجوي لمدينة ألونسون، ويوفر خدمات الرحلات الجوية الداخلية والدولية.
  - طريق N12: تُعَدّ طريق N12 الرابط الرئيسي بين ألونسون وباريس وبين المدن الأخرى في منطقة نورماندي.
  - المركز القديم: يشمل المركز القديم في ألونسون مجموعة من المعالم التاريخية والثقافية مثل الكنائس والقصور والمتاحف، ويُعَتَبَرُ مركزًا هامًا للسياحة والتراث.

## تاريخ

### أصل سكان ألونسون والمناطق المحيطة بها
الأبحاث الحديثة تساعد على فهم كيف موقع مدينة ألونسون كان قد عُمِر. العصور القديمة: في جميع نواحي المدينة علماء الآثار درسوا مواقع يرجع تاريخها إلى العصر الحجري الحديث، كما في دو كوربيس حيث يوجد محجر استخراج الصخر الزيتي لصناعة المجوهرات، أو الزهري حيث تم حفرها بقايا الموائل. العصر البرنزي هو أيضا يُمثل الزهري مع تواجد دوائر جنائزية. عصر الحديد حاضر بكثرة في ريف ألونسون، وهذا عبر عديد أسماء البلديات والمدن. . يوجد أيضا العديد مزارع محلية، مصطلح يدُّل على المزارع مزرعة الغالية قبل الكتابة بالحروف اللاتينية.
كل هذه الفترات، لا تُمثل نفس موقع مدينة ألونسون. فترة جالو-الرومانية موجودة أيضا مع العديد من المواقع. لأنّ علماء الآثار يقومون بإحصاء للبيانات، المواقع تحتوي على شكل حلقتين المحيطة ألونسون.
خلص بحثهم أنّ هذه المواقع امتهنت الزراعة، كانوا يعيشون مركزا أكثر شعبية. هل من فيلا رومانية أو مدينة جماعية؟ المشكل الغالب هو لا وجود لأي آثار جالو الروماني معروفة في حدود ألونسون الحالية. وع ذلك، توجد آثار لطُرُق. عدة عملات وُجدت في نواحي المدينة شارع قصر جراند الفخار، شارع العليا، قديم جسر سارت، شارع تيسو.

### العصور القديمة
تميزت هذه الفترة بالتواجد السلتي في المناطق الغربية والوسطى والجنوبية، وكانت هناك تأثيرات غريكية ورومانية في المناطق الساحلية. كانت الفترة الرومانية خاصةً مهمة في تأسيس المدن والبنى التحتية والثقافة.

### العصور الوسطى
تأثرت المنطقة بالثقافة الجرمانية والمسيحية. شهدت هذه الفترة صعود الإمبراطورية الفرنكية وتأسيس مملكة فرنسا، بالإضافة إلى فترات صراع وحروب داخلية وخارجية.

### العصر الحديث

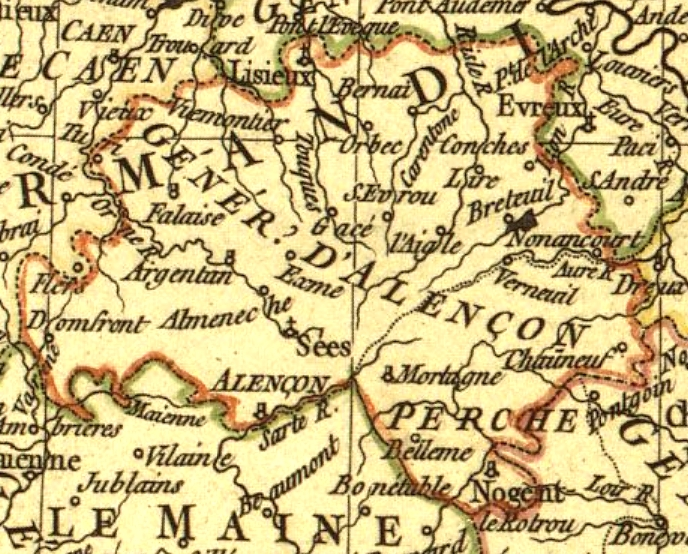
بطاقة عامة لألونسون

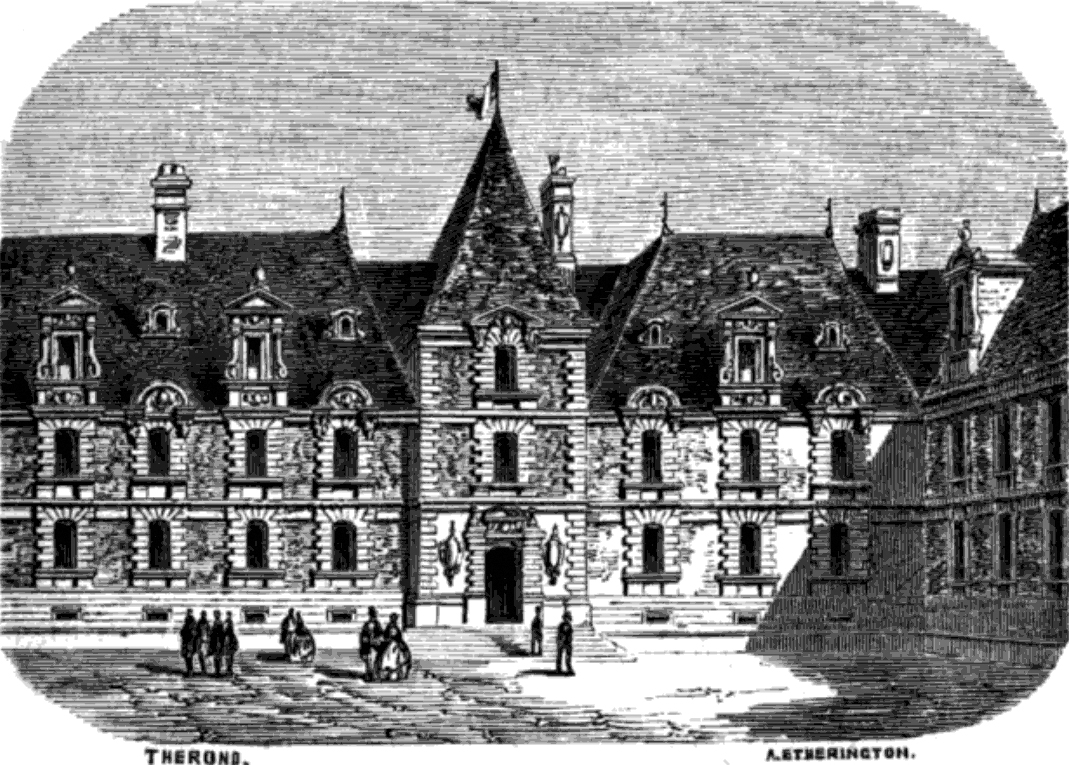
L’hôtel Fromont de la Besnardière

## سياسة وإدارة

### قائمة رؤساء البلديات

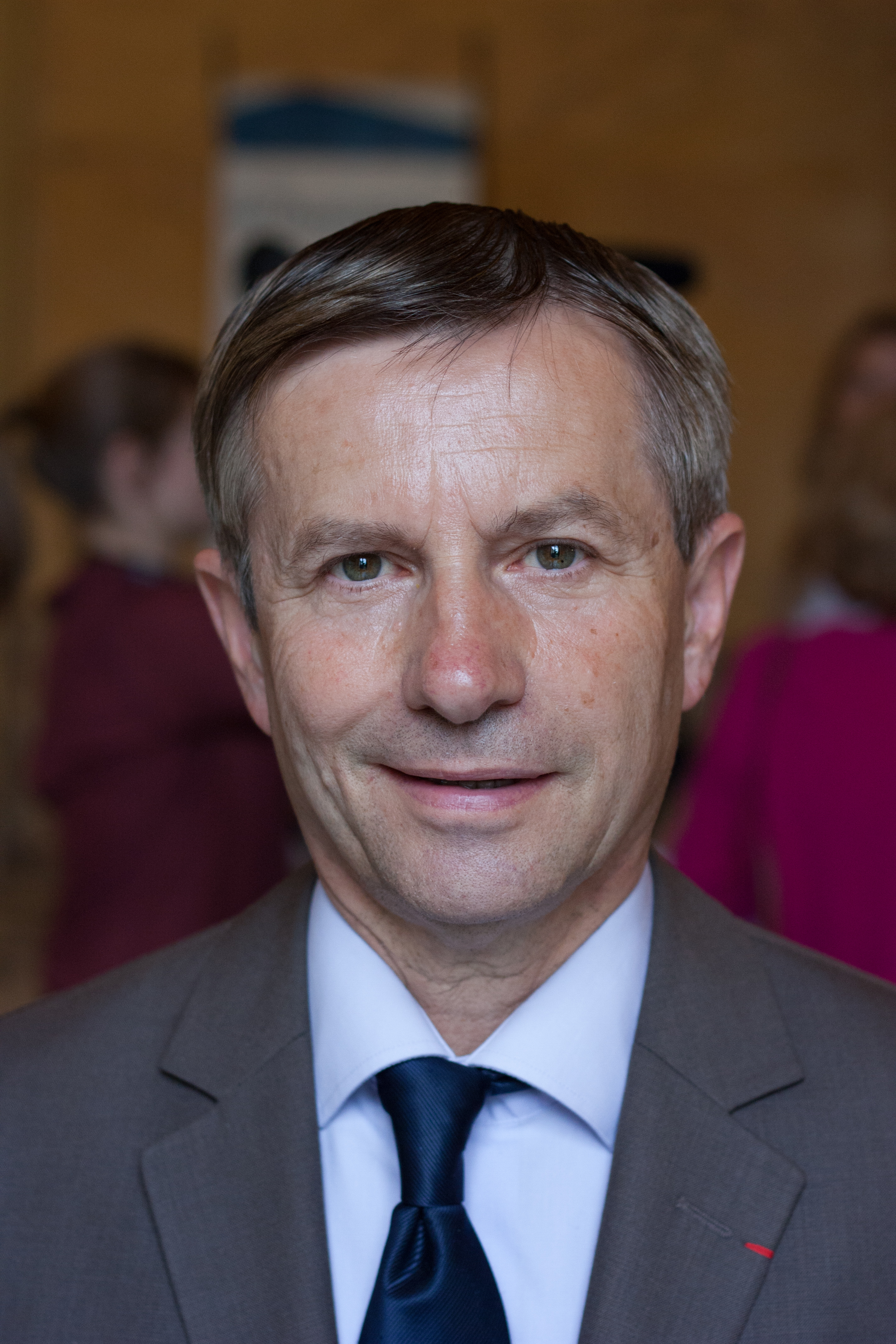
Joaquim Pueyo

أربعة رؤساء بلديات منذ 1977:

### علم السكان
في عام 2014، البلدية أحصت 26028 ساكن. منذ عام 2004، تسجيلات البلديات أكثر من 000 10 ساكن خلال الدراسات الاستقصائية السنوية.

### التعليم العالي
ألونسون لديها بث هوائي لجامعة كاين- نورماندي، هوائية من خمس هوائيات حيث الجامعة توجد في المنطقة باس نورماندي، مثل مدينة شيربورج، وسانت لو، يزيو أو النشاب.
مركز جامعة ألونسون يقع في مونفولو، في شمال-غرب وسط المدينة، في بلدية دامينيي. موقع جامعة مونفولو هي فرع من كلية الحقوق والعلوم السياسية لمدينة كاين. أنشئت في عام 1991، وتم تجديدها في عام 2003، لأنها توفر نفس التدريس في كلية كاين، من قبل نفس المعلمين، ولكن يعمل باختصار وباتصال دائم مع موظفين، من الفصل الدراسي الأول من الدراسة. هذه الجامعة بحجمها البشرية توفر أفضل نجاح الامتحان، وأفضل تكيف مع الحياة الطلابية.
وعلاوة على ذلك، المركز الجامعي لمونفولو يستضيف:
- المعهد الجامعي للتكنولوجيا، أنشأ في عام 1988.
- كلية الدراسات العليا في التربية والتعليم، التي أنشأ في 2013؛
- المعهد العالي للبلاستيك لألونسون، أنشأ في 1985؛
- موقع معهد التدريب العالي، أنشأ في عام 1975. موقعان أخران يوجدان في مدينة مو وأرجانتو.

## معرض صور

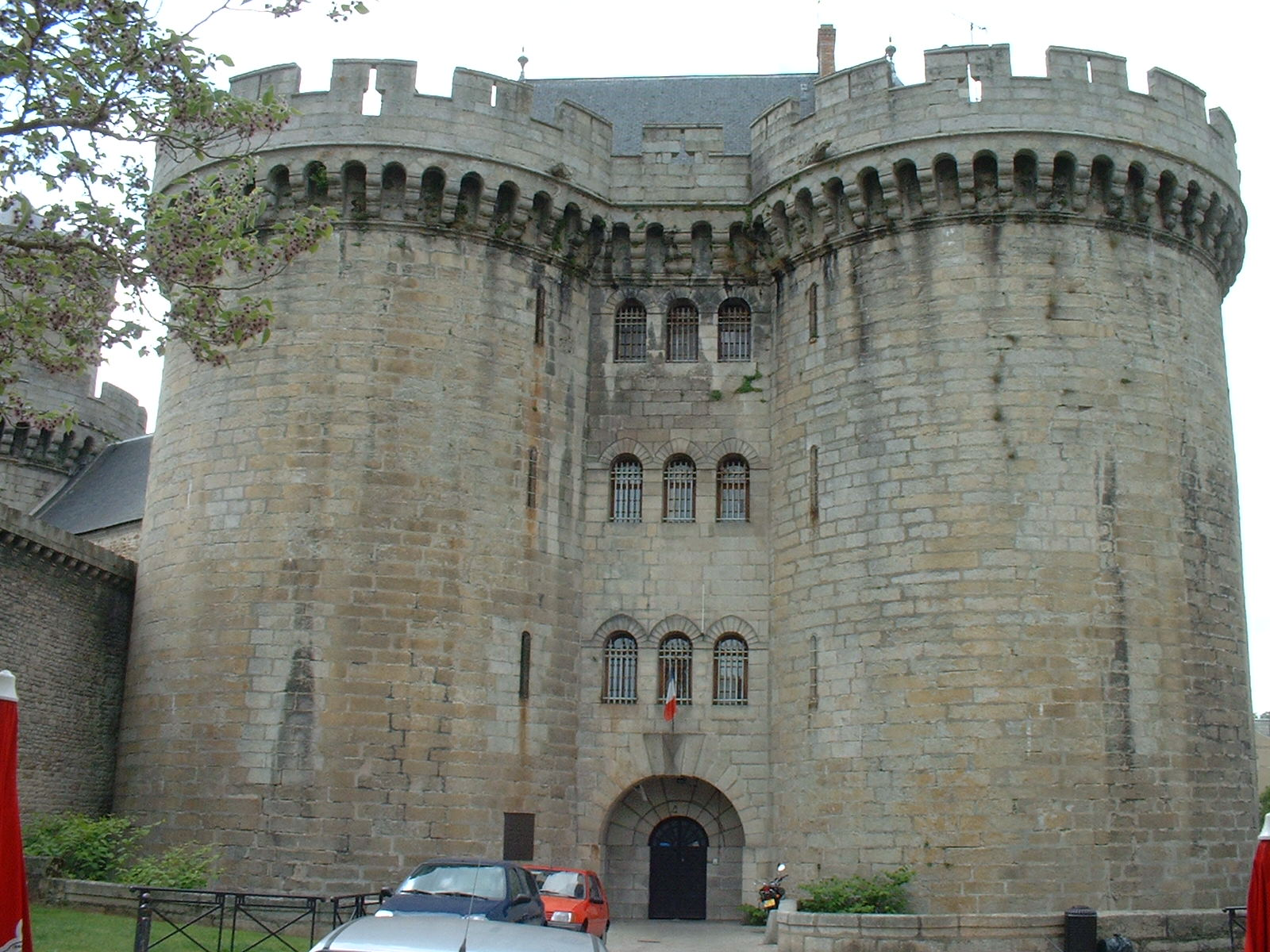
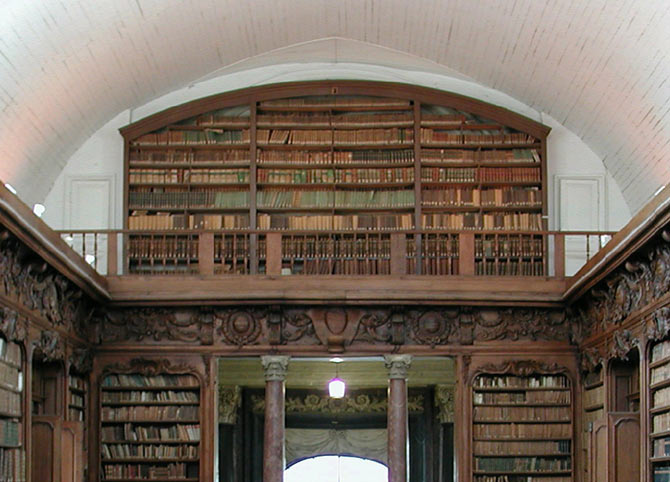
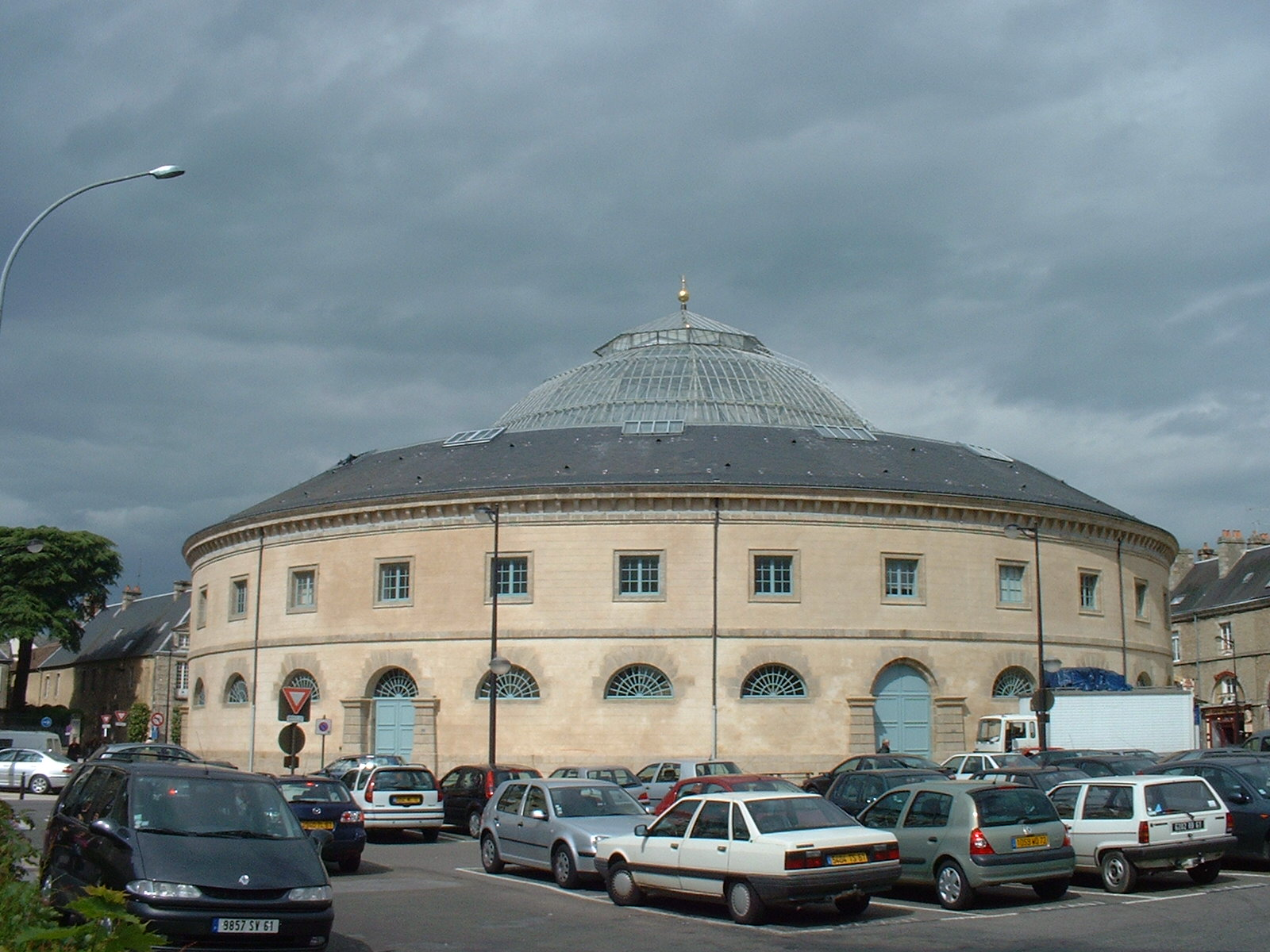